# Дебесай, Мексеб
Мексеб Дебесай  (англ. Mekseb Debesay; род. 16 июня 1991, Асмэра,  Эфиопия (ныне Эритрея)) — эритрейский профессиональный  шоссейный велогонщик, выступающий c 2019 года за команду «Bike Aid». Чемпион Эритреи в индивидуальной гонке (2017).

## Достижения
2011
5-й Тур Эритреи
2012
5-й Тур Эритреи
2013
Тур Эритреи
Фенкил Норд Ред Сиа
3-й в генеральной классификации
1-й этап
2014
Тур Алжира
1-й в генеральной классификации
4-й этап
Гран-при Шанталь Бийя
1-й в генеральной классификации
4-й этап
1-й и 6-й этапы на Тур Руанды
3-й на Тур Сетифа
2-й на Чемпионат Эритреи — индивидуальная гонка
2-й на Критериум Сетифа
2-й на Гран-при Шанталь Бийя
2015
 Чемпионат Африки — командная гонка
Тур Блиды
1-й в генеральной классификации
1-й этап
Критериум Сетифа
3-й на Круг Алжира
2017
 Чемпионат Эритреи — индивидуальная гонка
Тур Лангкави
5-й в генеральной классификации
4-й этап
10-й на Тур Гуанси
2018
 Чемпионат Африки — командная гонка
 Чемпионат Африки — индивидуальная гонка
2019
 Чемпионат Африки — командная гонка
 Чемпионат Африки — групповая гонка
4-й Чемпионат Африки — индивидуальная гонка
2021
2-й на Чемпионат Эритреи — индивидуальная гонка

## Рейтинги
| Год                 | 2012 | 2013 | 2014  | 2015  | 2016  | 2017   | 2018  | 2019  | 2020   | 2021   |
| ------------------- | ---- | ---- | ----- | ----- | ----- | ------ | ----- | ----- | ------ | ------ |
| Мировой тур UCI     |      |      |       |       | -     | 225-й  | 412-й |       |        |        |
| Мировой рейтинг UCI |      |      |       |       | 397-й | 368-й  | 286-й | 254-й | 1582-й | 1141-й |
| Европейский тур UCI | -    | -    | -     | -     | -     | 1430-й | -     |       |        |        |
| Азиатский тур UCI   | -    | -    | 370-й | 323-й | 381-й | 63-й   | 400-й |       |        |        |
| Африканский тур UCI | 57-й | 22-й | 1-й   | 5-й   | 11-й  | 80-й   | 6-й   | 8-й   | 64-й   | 50-й   |
|                     |      |      |       |       |       |        |       |       |        |        |
| Источник: UCI       |      |      |       |       |       |        |       |       |        |        |